# سیارک ۹۵۸۹
سیارک ۹۵۸۹ (به انگلیسی: 9589 Deridder، نامگذاری:1990WU5) نه هزار و پانصد و هشتاد و نهمین سیارک کشف شده‌است که در ۲۱ نوامبر ۱۹۹۰ کشف شد.
قدر مطلق سیارک برابر ۱۸.۶ است.